# Feltre
|  | Aquest article tracta sobre el material. Si cerqueu el municipi italià, vegeu «Feltre (Itàlia)». |

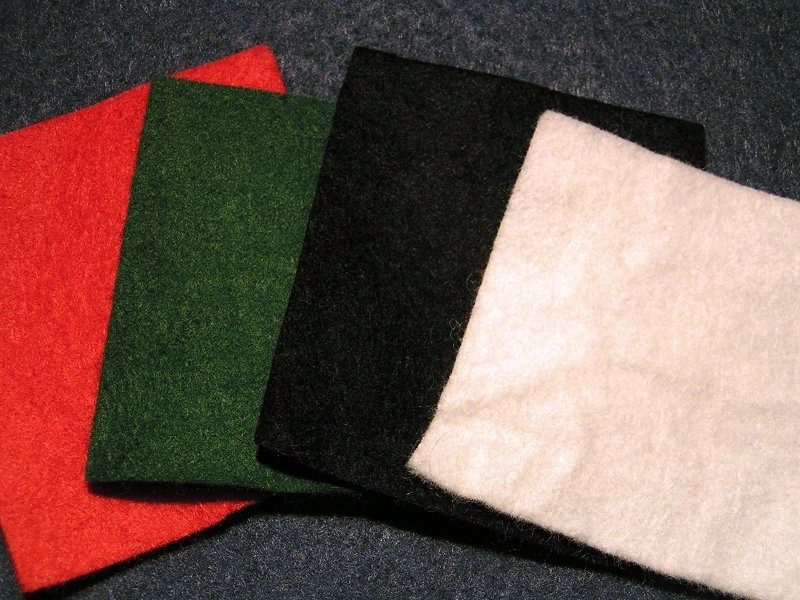
Feltre de diversos colors

El feltre és un drap gruixut que té com a característica principal el fet que, per fabricar-lo, no es teixeix, és a dir, no està fet a base d'encreuar fils d'ordit i de trama, dels quals sorgeixen les teles. Per fabricar feltre cal conglomerar, per mitjà de vapor i pressió, un nombre indeterminat de capes de fibres de llana o de pèl de diversos animals, gràcies a la propietat que tenen d'adherir-se entre elles, per tant també es considera una mena d'aglomerat. Es pot acolorir mitjançant colorants. S'utilitza per fer barrets, estores, sabatilles i filtres, principalment. També s'anomena feltre, impròpiament, el teixit de llana o de cotó, gruixut i de superfície peluda, que té una textura semblant a la del feltre autèntic, no teixit.